# Vukovi
Vukovi est un groupe britannique de rock, originaire de Kilwinning, en Écosse.

## Histoire
Le guitariste Hamish Reilly, le bassiste Jason Trotter et le batteur Martin Lynch jouent dans le groupe Wolves dans les années 2000. Après le départ de leur chanteur, Janine Shilstone postule pour le poste, ayant elle-même dû quitter son ancien groupe peu de temps auparavant. Shilstone devient la nouvelle chanteuse et le groupe Vukovi est formé. Le nom du groupe est le mot serbe pour « loups ». Ensemble, le groupe sort trois EP en 2011 et 2012, avant que Martin Lynch ne quitte le groupe et ne soit remplacé par le nouveau batteur Colin Irving. Une série de singles suit avant la sortie de leur premier album éponyme le 10 mars 2017 via LAB Records. Un an plus tard, Jason Trotter et Colin Irving quittent le groupe, qui se réduit ainsi à un duo.
Le deuxième album studio Fall Better, produit par Bruce Rintoul, sort le 24 janvier 2020. Un an plus tard, le groupe joue au Download Festival et au Slam Dunk Festival. Le 7 octobre 2022, le groupe sort son troisième album studio, Nula, via LAB Records. Lors des Heavy Music Awards 2023, l'album est récompensé dans la catégorie « meilleure production ». De plus, l'album est nommé dans les catégories « meilleur album » et « meilleure illustration » et le groupe dans les catégories « Meilleur groupe britannique » et « Meilleur groupe britannique sur scène ». En août 2023, Vukovi est signé par SharpTone Records. De plus, le groupe joue au festival allemand Full Force (2023) et au Reload Festival (2024).

## Style musical
Liam Martin d'AllMusic décrit Vukovi comme un groupe de pop rock qui « mélange des riffs de hard rock avec des voix mélodiques et accrocheuses pour créer un son à la fois intense et amusant ». Le webzine allemand Morecore décrit la musique comme un mélange de mélodies pop-punk électroniques avec de légères influences nu metal. Emily Carter du magazine britannique Kerrang! qualifie Vukovi d'electro-rock et recommande l'album Nula aux fans de Bring Me the Horizon, Wargasm et Frank Carter and the Rattlesnakes. Parmi les influences, on trouve des groupes comme Foals, Rage Against the Machine, Incubus, Death from Above ainsi que des chanteuses comme Sia et Florence Walsh. La chanteuse Janine Shilstone écrit dans ses textes sur des expériences personnelles.

## Discographie

### Albums studio
- 2017 : Vukovi (LAB Records)
- 2020 : Fall Better (VKVI)
- 2022 : Nula (LAB Records)

### EP
- 2011 : It Looked So Good on Me (EmuBands)
- 2012 : …But I Won't Wear You Again (EmuBands)
- 2012 : Sweet Swears (EmuBands)

### Clips
- 2011 : Try Before You Buy (Use Your Sex)
- 2011 : Schwagger
- 2012 : Target Practice
- 2012 : We Are Robots
- 2012 : These Ghosts Won't Le Me
- 2014 : So Long Gone
- 2015 : Boy George
- 2015 : Bouncy Castle
- 2016 : Animal
- 2017 : La Di Da
- 2017 : Weirdo
- 2017 : And He Lost His Mind
- 2019 : Claudia
- 2019 : All that Candy
- 2021 : Hurt
- 2022 : Lasso
- 2022 : Hades
- 2022 : I Exist
- 2023 : Creep Heat
- 2023 : Mercy Kill
- 2024 : Gungho

## Distinctions
| Année | Catégorie                             | Pour   | Résultat   |
| ----- | ------------------------------------- | ------ | ---------- |
| 2023  | Meilleur groupe britannique           | Vukovi | Nomination |
| 2023  | Meilleur groupe britannique sur scène | Vukovi | Nomination |
| 2023  | Meilleur album                        | Nula   | Nomination |
| 2023  | Meilleure illustration                | Nula   | Nomination |
| 2023  | Meilleure production                  | Nula   | Lauréat    |